# Џими Картер
Џејмс Ерл „Џими” Картер, млађи (енгл. James Earl "Jimmy" Carter Jr.; Плејнс, 1. октобар 1924 — Плејнс, 29. децембар 2024) био је амерички политичар и филантроп, који је био 39. председник САД као члан Демократске странке САД од 1977. до 1981. Пре него што је постао председник, служио је као члан сената Џорџије од 1963. до 1967, и као гувернер Џорџије од 1971. до 1975. Након окончања председничког мандата, Картер је остао ангажован око политичких и друштвених пројеката као приватни грађанин. 2002. године добија Нобелову награду за мир за свој рад као кооснивач Картер Центра. Аутор је бројних књига. Преминуо је 29. децембра 2024. и једини је председник САД који је доживео 100. годину.
Картер је 1946. дипломирао на Америчкој поморској академији, и приступа морнарици где је служио у подморницама. Након очеве смрти 1953. напушта морнарицу и враћа се у Џорџију где преузима породични посао узгајања кикирикија, и успева у намери да прошири посао. У том периоду је био мотивисан да подржи напоре афроамеричке мањине у циљу уклањања расних препрека и подржао је у то време растући покрет за грађанска права (енгл. Civil rights movement). На идеји расне интеграције, уместо дотадашње сегрегације, побеђује бившег гувернера Џорџије Карла Сандерса 1970, и служио је као гувернер до 1975. На изборима за председника САД 1976. је учествовао као аутсајдер, и био је релативно непознат ван своје савезне државе, међутим успео је да добије номинацију Демократске партије на прелиминарним изборима, и да тесно победи тадашњег председника Џералда Фордa.
Другог дана свог председничког мандата је амнестирао све који су избегавали регрутацију за Вијетнамски рат издавањем прогласа 4483, и током његовог мандата је увео два нова министарства: Министарство за енергију и министарство за образовање. Успоставио је националну енергетску политику која се састојала из штедње, контроле цена, и нових технологија. У спољашњој политици Картер је посредовао у Споразумима из Камп Давида, споразумима око Панамског канала, друге рунде преговора о ограничењу стратешког наоружања (енгл. Strategic Arms Limitation Talks; рус. Переговоры об ограничении стратегических вооружений, скраћено SALT), и повратку зоне Панамског канала у власништво Панаме. На економској страни се суочавао са стагфлацијом, комбинацијом високе инфлације, високе незапослености и спорог раста. Крај његовог председништва су обележили Иранска талачка криза (1979−1981), друга нафтна криза 1979, нуклеарни инцидент на острву Три миље, и Совјетска инвазија Авганистана. Као одговор на совјетску инвазију, Картер окончава политику Детантa, уводи ембарго на житарице Совјетском Савезу, проглашава Картерову доктрину, и предводи бојкот Летњих олимпијских игара 1980 у Москви. У прелиминарним изборима Демократске странке 1980 је победио сенатора Теда Кенедија, и освојио је номинацију своје партије за председника, и на председничким изборима те године веома убедљиво губи од кандидата републиканаца Роналда Регана. Остало је упамћено и то да је био један од ретких тадашњих светских вођа који није лично присуствовао Титовој сахрани (други значајнији је био Фидел Кастро, а и тадашњи председник Француске Валери Жискар Дестен), већ је уместо себе послао трочлану делегацију коју су сачињавали: Волтер Мондејл (потпредседник), Лилијан Картер (његова мајка), и Ејверел Хариман (бивши амбасадор у СССР, бивши гувернер државе Њујорк). Касније у 1980. је Картер посетио Београд са супругом.
Картер је написао преко 30 књига, од тога су неке од њих меоари, поезија, и активно коментарише актуелна америчка и глобална дешавања, попут израелско-палестинског сукоба. Познат је као први председник који се родио у болници, први који је користио свој надимак ("Џими") у званичним државним кампањама, први председник који није номиновао ниједног судију у Врховном суду за време свог мандата, први председник који је дочекао папу у Белој кући, први председник рођен у Џорџији, први председник који је надмашио 96 година, први председник који је званично пријавио сусрет са НЛО-ом и последњи председник САД који је посетио Југославију и званични Београд.
Џими Картер преминуо је у 100. години живота, скоро две године након што је најавио да ће своје последње дане провести на палијативној нези.

## Пре отпочињања политичке каријере
Картер је рођен у малом граду у јужној Џорџији. Његов отац је био фармер и власник продавнице.
Картер се 1946. године жени са три године млађом Розалин Смит. После смрти оца 1953. враћа се на фарму.

## Политичка каријера
Сенатор Сената Државе Џорџија је постао 1962.
Временом његове политичке амбиције су расле. 1966. године кандидовао се за гувернера Џорџије, али није успео, а гувернер је постао представник расиста Лестер Мадокс. Картер је опет покушао да постане гувернер 1970. и овај пут је успео. Функцију гувернера је вршио од 1971. до 1975.
Председник САД је постао 20. јануара 1977. године.
Као председник помагао је авганистанске муџахедине у борби против СССРа
Картерова администрација је потпомагала шаха у Ирану и безуспешно је покушавала да спречи његово смењивање са власти. Када је он смењен са власти увела је санкције новој влади.
Иако је његова популарност све више опадала, Картер је 1980. наступио као председнички кандидат. На председничким изборима је поражен и 20. јануара 1981. је напустио Белу кућу.

### Каpтеp ca разним званичницима
- Картер и Џералд Форд дебатују
- Са краљем Хусеином од Јордана 1977
- Са Ђулиом Андреотиом, 1977
- Са Хелмутом Шмитом, 13.07.1977
- Г7 лидери 1977. године
- Са Ендијом Ворхолом 1977. године
- Са Олусегуном Обасанџо, 11. октобар 1977. у Вашингтону.
- Са Олусегуном Обасанџо, 1. април 1978. у Лагосу.
- Са Олусегуном Обасанџо, 2. април 1978. у Лагосу.
- Са Вилијамом Толбертом, 3. април 1978.
- Са Менахем Бегином и Анваром ел Садатом у Камп Дејвиду 1978. године
- Са Анваром ел Садатом у Камп Дејвиду, 1978. године
- Са Ђулиом Андреотијем, 1978
- Г7 лидери 1978. године
- Са Џералдом Фордом, Ричардом Никсоном, Џорџом Бушем и Роналдом Реганом
- Са Денг Сјаопингом, 1979
- Са совјетским генералним секретаром Леонидом Брежњевим потписује Договор о ограничавању стратешког оружја, 18. јун 1979, у Бечу
- Са Волтером Шилом
- Ca Џералдом Фордом
- Ca Ричардом Никсоном и Денгом
- Ca Роналдом Реганом